# Predsednik Ljudske republike Kitajske
Predsednik Ljudske republike Kitajske (中华人民共和国主席) je najvišja  pisarna v državni upravi Ljudske republike Kitajske. Z novo ustavo leta 1982 so ponovno ustanovili funkcijo predsednika LRK in pod vodstvom Deng Xiaopinga predlagali omejitev mandatov na dva. Predsednik LRK je voljen z večino v Nacionalnem ljudskem kongresu v skladu z 62. členom ustave. 
Predsednik lahko razglasi vojno in mirno stanje, je najvišja funkcija v državi, star mora biti čez 45 let in biti član Komunistične partije Kitajske. Marca 2018 je kongres Komunistične partije odpravil omejitev največ dveh mandatov, in tako sedanjem predsedniku države Xi Jinpingu omogočil dosmrtni mandat.   

## Seznam

### 1. ustava
| Predsedujoči Ljudski republiki Kitajski | Predsedujoči Ljudski republiki Kitajski | Predsedujoči Ljudski republiki Kitajski | Predsedujoči Ljudski republiki Kitajski | Predsedujoči Ljudski republiki Kitajski | Predsedujoči Ljudski republiki Kitajski |
| Portret                                 | Portret                                 | Ime                                     | Mandat                                  | Mandat                                  | Vrhovni voditelj                        |
| --------------------------------------- | --------------------------------------- | --------------------------------------- | --------------------------------------- | --------------------------------------- | --------------------------------------- |
| 1                                       |                                         | Mao Cetung毛泽东(1893–1976)             | 27. september 1954                      | 27. april 1959                          | Mao Cetung                              |
| 2 (2,3)                                 |                                         | Liu Šaoqi刘少奇(1898–1969)              | 27. april 1959                          | 3. januar 1965                          | Mao Cetung                              |
| 2 (2,3)                                 | 2. januar 1965                          | Liu Šaoqi刘少奇(1898–1969)              | 31. oktober 1968                        |                                         | Mao Cetung                              |
| – (3)                                   |                                         | Dong Biwu董必武(1886–1975)              | 24. februar 1972                        | 17. januar 1975                         | Mao Cetung                              |

### 2. in 3. ustava
| Predsednik stalnega odbora državnega ljudskega kongresa | Predsednik stalnega odbora državnega ljudskega kongresa | Predsednik stalnega odbora državnega ljudskega kongresa | Predsednik stalnega odbora državnega ljudskega kongresa | Predsednik stalnega odbora državnega ljudskega kongresa | Predsednik stalnega odbora državnega ljudskega kongresa |
| Portret                                                 | Portret                                                 | Ime (rojstvo-smrt)                                      | Mandat                                                  | Mandat                                                  | Vrhovni voditelj                                        |
| ------------------------------------------------------- | ------------------------------------------------------- | ------------------------------------------------------- | ------------------------------------------------------- | ------------------------------------------------------- | ------------------------------------------------------- |
| – (4)                                                   |                                                         | Džu De朱德(1886–1976)                                   | 17. januar 1975                                         | 6. julij 1976                                           | Mao Cetung                                              |
| – (4)                                                   |                                                         | Soong Čing-ling宋庆龄(1893–1981)                        | 6. julij 1976                                           | 5. marec 1978                                           | Mao CetungHua Guofeng                                   |
| – (5)                                                   |                                                         | Je Džianjing叶剑英(1897–1986)                           | 5. marec 1978                                           | 18. junij 1983                                          | Hua Guofeng Deng Šjaoping                               |

### 4. ustava
| Predsedniki ljudske republike Kitajske | Predsedniki ljudske republike Kitajske | Predsedniki ljudske republike Kitajske | Predsedniki ljudske republike Kitajske | Predsedniki ljudske republike Kitajske |
| Portret                                | Portret                                | Ime (rojstvo-smrt)                     | Mandat                                 | Mandat                                 |
| -------------------------------------- | -------------------------------------- | -------------------------------------- | -------------------------------------- | -------------------------------------- |
| 3                                      |                                        | Li Šiannian 李先念 (1909–1991)         | 18. junij 1983                         | 8. april 1988                          |
| 4                                      |                                        | Jang Šangkun 杨尚昆 (1907–1998)        | 9. april 1988                          | 27. marec 1993                         |
| 5                                      |                                        | Džjang Dzemin 江泽民 (rojen 1926)      | 27. marec 1993                         | 15. marec 1998                         |
| 5                                      | 15. marec 1998                         | Džjang Dzemin 江泽民 (rojen 1926)      | 15. marec 2003                         |                                        |
| 6                                      |                                        | Hu Džintao 胡锦涛 (rojen 1942)         | 15. marec 2003                         | 15. marec 2008                         |
| 6                                      | 15. marec 2008                         | Hu Džintao 胡锦涛 (rojen 1942)         | 14. marec 2013                         |                                        |
| 7                                      |                                        | Ši Džinping 习近平 (rojen 1953)        | 14. marec 2013                         | 17. marec 2018                         |
| 7                                      | 17. marec 2018                         | Ši Džinping 习近平 (rojen 1953)        | marec 2023                             |                                        |
|                                        |                                        |                                        | marec 2023                             | danes                                  |